# Guy Ier Brisebarre
 (mai 2025).
Guy Ier Brisebarre, mort vers 1148, est le troisième seigneur de Beyrouth, dans le royaume de Jérusalem. Ses origines ainsi que sa famille sont inconnues, sinon son frère aîné Gautier Ier Brisebarre, à qui il succède comme seigneur de Beyrouth.
Le premier seigneur de Beyrouth Foulques de Guines étant mort sans héritier vers 1124, sa seigneurie revient au roi de Jérusalem. Son frère Gautier Brisebarre n'est donc probablement pas l’héritier direct de Foulques de Guines, mais aurait plutôt été nommé à cette fonction par le roi Baudouin II de Jérusalem avant mai 1125.
Guy Ier apparait pour la première fois dans les archives contemporaines dans une charte du 17 janvier 1126 qui le cite en compagnie de son frère : « Galterius Berutensis et Guido frater eius ».
En 1127, le roi Baudouin II de Jérusalem l'envoie, avec le Grand Maître de l'Ordre du Temple Hugues de Payns et Guillaume Ier de Bures, en France afin de trouver un mari pour sa fille Mélisende, héritière du trône de Jérusalem. En mai 1129, ils sont de retour en Terre sainte accompagnés du comte Foulques V d'Anjou pour qu'il soit leur nouveau roi.
Son frère meurt probablement peu après le 2 janvier 1135, où il apparait pour la dernière fois dans les archives, et, celui-ci n'ayant pas contracté d'union ni eu de descendance connue, son frère puîné Guy Ier lui succède comme nouveau seigneur de Beyrouth. Il  apparait en effet dans une charte du 5 février 1138 comme « Guido Beriti dominus ».
Le nom de son épouse est inconnu, mais il a très probablement eu au moins deux enfants :
- Gautier II Brisebarre, qui succède à son père, avant de devenir Templier dont il devient précepteur ;
- Guy II Brisebarre, qui succède à son frère.

En 1148, il participe au concile d'Acre afin de définir la meilleure cible pour la deuxième croisade. Il combat ensuite au siège de Damas qui s'en suit puis est nommé bar les barons latins pour gouverner la ville après sa conquête.
La date de sa mort est inconnue, mais survient après 1148. C'est alors son fils aîné Gautier II Brisebarre qui lui succède comme seigneur de Beyrouth.
À noter que suite au nombre restreint de documents contemporains de cette période, il reste possible qu'il y ait une confusion entre les deux frères Gautier Ier et Guy Ier et les deux fils supposés de ce dernier Gautier II et Guy II. Le fait que Guy Ier soit cité comme seigneur de Beyrouth en 1138 laisse supposer que Gautier Ier soit décédé. Mais il reste possible que celui-ci ait résigné et soit peut-être devenu Templier. Il est également possible que les deux frères aient détenu la seigneurie conjointement, et non successivement. Toutefois, compte tenu des documents à disposition et de l'age que pourraient avoir ces individus, il est probable qu'il y ait deux fratries composées chacune d'un Gautier et d'un Guy.